# Hylaeus murrayensis
Hylaeus murrayensis är en biart som beskrevs av Rayment 1935. Hylaeus murrayensis ingår i släktet citronbin, och familjen korttungebin. Inga underarter finns listade i Catalogue of Life.